# Kermanšah
Kermanšah (perz. کرمانشاه; Kermānšāh, kurd. کرماشان; Kirmaşan) je glavni grad iranske Kermanšaške pokrajine, a nalazi se 525 km zapadno od Teherana odnosno oko 120 km od granice s Irakom. Smješten je na oko 1350 m nadmorske visine i klima je umjereno kontinentalna. Prema popisu stanovništva iz 2006. godine Kermanšah je imao 822.921 stanovnika, a njegova anglomeracija 1,350.665. Većina građana su Kurdi, a većinska religija je šijitski islam iako postoje i manje zajednice bahá'íja, Židova, jarsana i armenskih kršćana.

## Poveznice
- Behistunski natpisi
- Doris Lessing
- Kurdi
- Kermanšaška pokrajina
- Zračna luka Šahid Ašrafi Isfahani

## Vanjske poveznice
- (engl.) Kermanshah. Iran Chamber. 2011. Pristupljeno 19. siječnja 2011.
- (perz.) Kermanshah. Salam Kermanshah. 2011. Inačica izvorne stranice arhivirana 21. lipnja 2010. Pristupljeno 19. siječnja 2011.